# Головченко, Василий Иванович
Васи́лий Ива́нович Голо́вченко (23 апреля 1920, станица Старотитаровская ныне Темрюкского района Краснодарского края — 17 марта 2014, Темрюк, Краснодарский край) — Герой Советского Союза (24 марта 1945), Герой Социалистического Труда (20 мая 1952), Герой Труда Кубани (2005). Депутат Верховного Совета СССР 4-го и 5-го созывов (1954—1962). Член Советского комитета защиты мира.

## Биография
Родился в станице Старотитаровская ныне Темрюкского района Краснодарского края в семье Ивана Никоновича Головченко и казачки Ефимии. Юность провёл в селе Стрелка (Темрюкский район), где в 1939 году окончил среднюю школу и курсы трактористов. Работал трактористом в совхозе «Красная».

### В годы войны
В армии с декабря 1941 года. Проходил службу в пехоте (Северо-Кавказский военный округ).
Участник Великой Отечественной войны с июня 1942 года. Воевал в составе 31-й мотострелковой бригады. В боях под Воронежем попал в окружение, через месяц вместе с полком вышел к своим. В одном из последующих боёв был тяжело ранен в ногу и до апреля 1943 года находился на излечении в госпитале в городе Новосибирск. После выздоровления продолжил службу в одном из полков 56-й гвардейской стрелковой дивизии. Воевал на Калининском фронте. В районе города Гжатск (ныне — город Гагарин Смоленской области) был второй раз ранен в ногу и позвоночник. Лечился в госпитале в городе Вятские Поляны Кировской области.
После выздоровления окончил курсы механиков-водителей при Кировском танковом училище. В августе 1944 года в должности механика-водителя самоходной артиллерийской установки 1505-го самоходного артиллерийского полка прибыл на 2-й Украинский фронт. Участвовал в освобождении Румынии и Венгрии.
Старшина В. И. Головченко отличился в ходе Будапештской операции 5-7 декабря 1944 года при отражении контратаки на плацдарме на правом берегу реки Дунай у города Эрчи, южнее венгерской столицы. Находясь под огнём вражеских автоматчиков, он на поле боя восстановил свою СУ-76, подбитую снарядом, и, смело маневрируя, занимая выгодные позиции, вывел установку из расположения противника. Экипаж самоходной артиллерийской установки уничтожил 2 вражеских танка, 2 противотанковых орудия, 5 пулемётных точек и до 130 гитлеровцев, чем способствовал успеху боя.
Указом Президиума Верховного Совета СССР от 24 марта 1945 года за мужество и героизм, проявленные в боях с немецко-фашистскими захватчиками, старшине Головченко Василию Ивановичу присвоено звание Героя Советского Союза с вручением ордена Ленина и медали «Золотая Звезда».
На завершающем этапе войны участвовал в освобождении Чехословакии и Австрии.
После войны продолжал службу на территории Чехословакии и Венгрии, затем — в Прикарпатском военном округе.

### После войны
В мае 1946 года старшина В. И. Головченко демобилизован.
Вернувшись в село Стрелка, работал бригадиром тракторной бригады Старотитаровской МТС.
В 1951 году окончил техникум механизации сельского хозяйства (ныне лицей № 2) в станице Ханская (ныне Республики Адыгея). Это знаменитое учебное заведение окончили будущие Герои Социалистического Труда Якуб Ашинов, Аслан Меретуков и Аслан Сиюхов.
В 1951 году, во время каникул в Ханском техникуме, работал комбайнёром на полях Кубани и Адыгеи. Во время жатвы собрал 1 200 тонн пшеницы.
Указом Президиума Верховного Совета СССР от 20 мая  1952 года за выдающиеся успехи в достижении высоких показателей при уборке урожая, большой вклад в повышение эффективности производства и качества продукции Головченко Василию Ивановичу присвоено звание Героя Социалистического Труда с вручением ордена Ленина и золотой медали «Серп и Молот».
Этим же указом высокого звания были удостоены ещё двое комбайнёров Старо-Титаровской МТС Ф. Н. Батицкий и Г. И. Шахов.
После окончания техникума работал старшим механиком Старотитаровской МТС.
В 1959—1987 годах — директор совхоза «Азовский» Ильич (Темрюкский район) Темрюкского района Краснодарского края. Под его руководством совхоз занял одно из передовых мест[какое?] среди лучших предприятий края.
Депутат Верховного Совета СССР 4-го и 5-го созывов (в 1954—1962 годах). Являлся членом Советского комитета защиты мира.
В 2005 году, постановлением главы администрации Краснодарского края, В. И. Головченко был награждён своей третьей «Золотой Звездой» — Звездой Героя труда Кубани.
Жил в посёлке Ильич Темрюкского района Краснодарского края.
Умер 17 марта 2014 года. Похоронен возле мемориального комплекса при входе на старое военное кладбище города Темрюк.

## Сочинения

Бронзовый бюст В. И. Головченко в станице Старотитаровская

Бюст В. И. Головченко на аллее Славы города Темрюк

Головченко В. И. Поле нашей победы. — М., 1982.

## Награды
- Медаль «Золотая Звезда» (СССР) (24.03.1945);
- Золотая медаль «Серп и Молот» (20.05.1952);
- Герой Труда Кубани
- 4 ордена Ленина (24.03.1945, 20.05.1952, 30.04.1966, 29.08.1986);
- орден Октябрьской Революции (8.04.1971);
- орден Отечественной войны 1-й степени[3] (06.04.1985);
- орден Отечественной войны 2-й степени[4](6.11.1944);
- орден Трудового Красного Знамени (31.10.1957);
- 2 ордена Красной Звезды[5] (7.11.1944, 16.12.1944);
- медаль «За отвагу»[6] (12.10.1944);
- медаль «За трудовую доблесть» (21.05.1951);
- другие медали.

## Почётные звания
- Почётный гражданин города Темрюк (Краснодарский край).
- Почётный солдат воинской части[какой?].

## Память
- Бронзовый бюст В. И. Головченко установлен в станице Старотитаровская Темрюкского района Краснодарского края.
- В городе Темрюк на аллее Славы был установлен бюст В. И. Головченко.